# بادي بيكر
بادي بيكر (بالإنجليزية: Buddy Baker)‏ هو معلم موسيقى وملحن أمريكي، ولد في 4 يناير 1918 في سبرينغفيلد في الولايات المتحدة، وتوفي في 26 يوليو 2002 في شيرمان أوكس في الولايات المتحدة.

## وصلات خارجية
- بادي بيكر على موقع IMDb (الإنجليزية)
- بادي بيكر على موقع ميوزك برينز (الإنجليزية)
- بادي بيكر على موقع أول ميوزيك (الإنجليزية)
- بادي بيكر على موقع ديسكوغز (الإنجليزية)
- بادي بيكر على موقع قاعدة بيانات الفيلم (الإنجليزية)